# Коринфський ордер

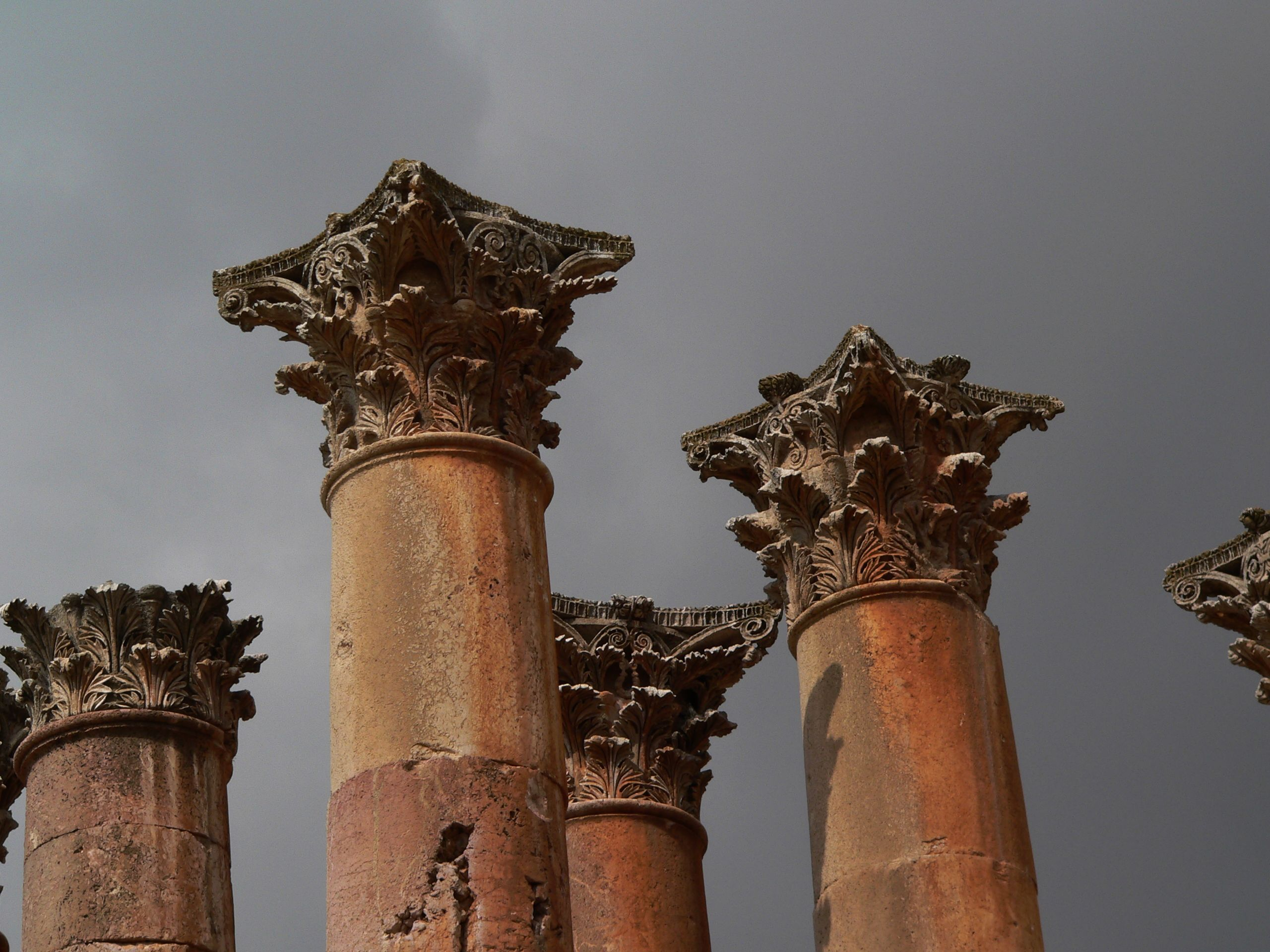
Коринфські колони, прикрашені листям аканта, у місті Джераш, Йорданія.

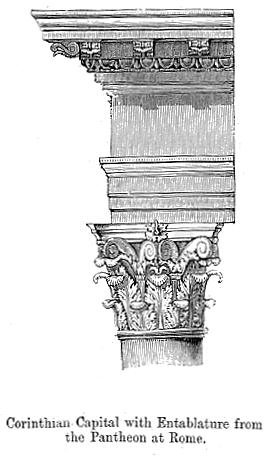
Коринфський ордер. Пантеон

Коринфський ордер, також Коринтський ордер — один з трьох ордерів давньогрецької або класичної архітектури. Два інших — доричний ордер, який був найбільш раннім, його більш витончений наступник, іонічний ордер. Коли класична архітектура, під час епохи Відродження, отримала друге відродження, ще два ордери були додані до канону: тосканський ордер та композитний ордер. 

## Особливості
Характерною особливістю цього ордера є капітель, схожа на дзвін і покрита стилізованим листям аканта. Висота дорівнює 20 модулям, діаметр становить 1/10 частину висоти. Типовий приклад коринфського ордера — висока колона з базою, стовбуром, прорізаним канелюрами. Декорована у два ряди пишним візерунком листків аканта. По кутах капітелі — 4 великі волюти, посередині кожного боку — по 2 малі волюти й квітка. Абак має увігнуті боки, підтримувана чотирма великими та чотирма малими завитками спіральної форми. На відміну від карнизів у доричного й іонічного ордерів, які робили під нахилом, дахи у коринфського ордера зазвичай плоскі.
Вважається, що коринфський ордер виник у другій половині V ст. до н. е., в архітектурі епохи еллінізму і Стародавнього Риму. 

## Різновиди
Найдавніша капітель, виконана у коринфському ордері, була знайдена на археологічній ділянці в Бассах, і датується 427 роком до н. е.
Найкращими прикладами цього ордеру є пам'ятника Лісікрата та храм Зевса Олімпійського, що в Афінах.

## В Україні
Урочиста велика колонада коринфського ордеру наявна в Будівлі міністерства закордонних справ України.

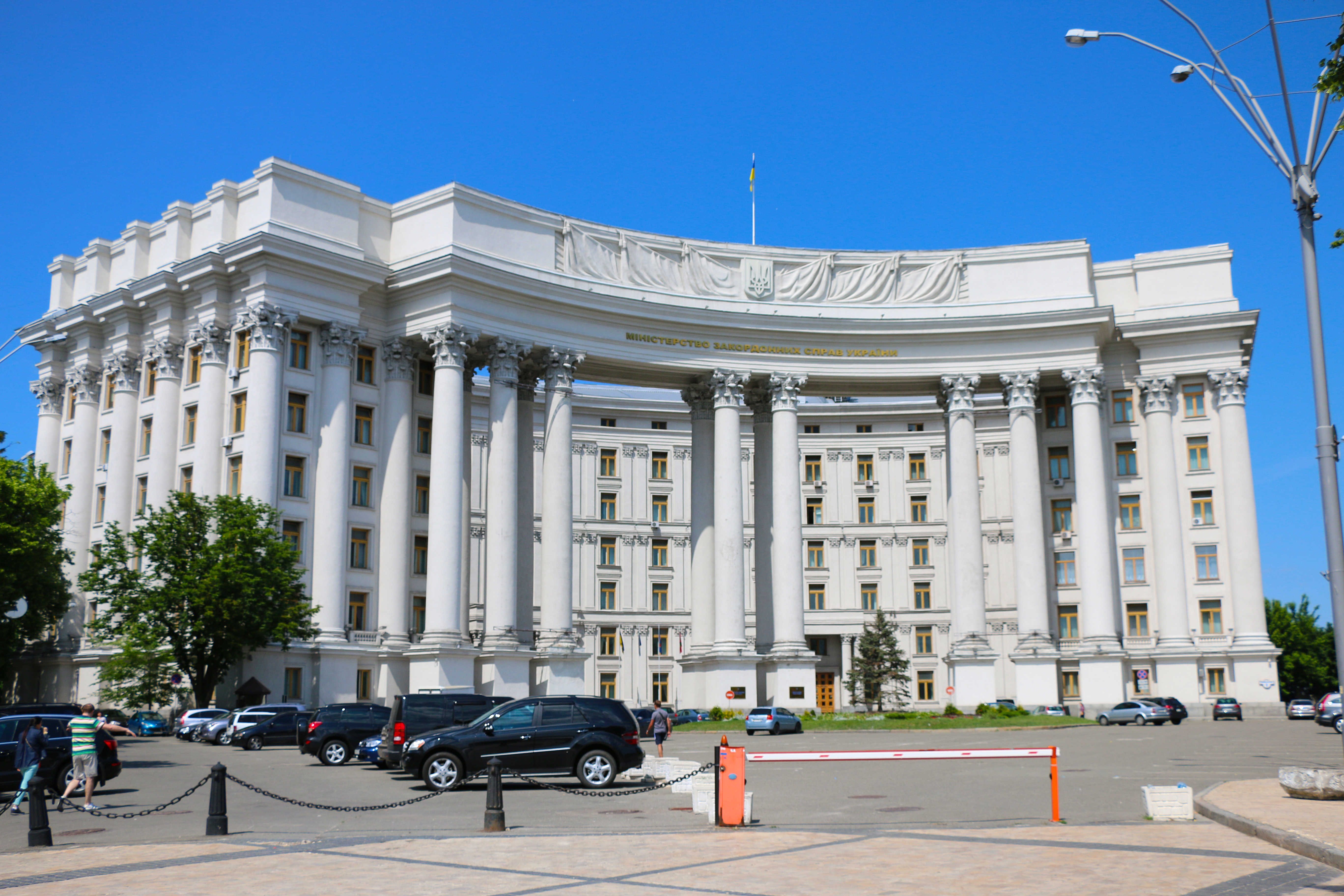
Колонада коринфського ордеру в будівлі МЗС України